# Regionen in Marokko

Schema der Verwaltungsgliederung Marokkos

Die 12 Regionen Marokkos (arabisch جهات المغرب, DMG ǧihāt al-maġrib) bilden nach dem Staat und seinen Ministerien die zweithöchste Verwaltungsebene des Königreichs Marokko; sie haben wirtschaftliche und kulturelle Befugnisse und bilden somit ein Instrument der politischen Dezentralisierung. Mit dem Dekret vom 20. Februar 2015 wurden sie neu geordnet und von ehemals 16 auf nunmehr 12 reduziert. Ihnen nachgeordnet sind die 13 Präfekturen und 62 Provinzen des Landes, die wiederum aus Arrondissements (paschaliks) und Distrikten (caïdats) bestehen; die unterste Verwaltungsebene bilden die Städte (municipalités) und Landgemeinden (communes rurales).

## Regionen Seit 2015
| Nr. | Regionen                  | Hauptstädte         | Fläche (km²) | Einwohner 2014 | Einwohner 2024 |
| --- | ------------------------- | ------------------- | ------------ | -------------- | -------------- |
| 1   | Tanger-Tétouan-Al Hoceïma | Tanger              | 16.170       | 3.556.729      | 4.030.222      |
| 2   | Oriental                  | Oujda               | 66.110       | 2.314.246      | 2.294.665      |
| 3   | Fès-Meknès                | Fès                 | 38.880       | 4.236.892      | 4.467.911      |
| 4   | Rabat-Salé-Kénitra        | Rabat               | 17.690       | 4.580.866      | 5.132.639      |
| 5   | Béni Mellal-Khénifra      | Beni-Mellal         | 27.750       | 2.520.776      | 2.525.801      |
| 6   | Casablanca-Settat         | Casablanca          | 20.190       | 6.861.739      | 7.688.967      |
| 7   | Marrakesch-Safi           | Marrakesch          | 39.040       | 4.520.569      | 4.892.393      |
| 8   | Drâa-Tafilalet            | Errachidia          | 86.140       | 1.635.008      | 1.655.623      |
| 9   | Souss-Massa               | Agadir              | 53.720       | 2.676.847      | 3.020.431      |
| 10  | Guelmim-Oued Noun         | Guelmim             | 46.108       | 433.757        | 448.685        |
| 11  | Laâyoune-Sakia El Hamra   | El Aaiún (Laâyoune) | 140.018      | 367.758        | 451.028        |
| 12  | Dakhla-Oued Ed-Dahab      | Ad-Dakhla           | 142.865      | 142.955        | 219.965        |

12 Regionen Marokkos

Marokko vor der Verwaltungsreform. Der schattierte Bereich markiert das Gebiet, das von der Demokratischen Arabischen Republik Sahara kontrolliert wird.

Die drei letztgenannten Regionen befinden sich ganz oder teilweise auf dem politisch umstrittenen Gebiet der Westsahara.

## Geschichte
1971–1997
Von 1971 bis 1997 gab es in Marokko 7 Regionen: Central, Oriental, Centre-Nord, Occidental-Nord, Centre-Sud, Sud und Tansift.
1997–2015
Von 1997 bis 2015 gab es in Marokko 16 Regionen: Chaouia-Ouardigha, Doukkala-Abda, Fès-Boulemane, Gharb-Chrarda-Béni Hsen, Grand Casablanca, Guelmim-Es Semara, Laâyoune-Boujdour-Sakia El Hamra, Marrakesch-Tensift-Al Haouz, Meknès-Tafilalet, Oriental, Oued ed Dahab-Lagouira, Rabat-Salé-Zemmour-Zaer, Souss-Massa-Draâ, Tadla-Azilal, Tanger-Tétouan, Taza-Al Hoceïma-Taounate